# الأزياء الرجالية التقليدية في بادية نجد
الأزياء الرجالية التقليدية في بادية نجد؛ تأثرت الأزياء الرجالية في بادية نجد في المملكة العربية السعودية بعدة عوامل ساهمت في تعدد قطع الملابس وأماكن ارتدائها وحتى ألوانها، ومن تلك المؤثرات العوامل الجغرافية والمناخية، إذ تتميز بادية نجد بمناخ قاري ويتسم بالحرارة في الصيف ويميل إلى البرودة في الشتاء، ويلاحظ اختلاف كبير في درجة الحرارة بين الليل والنهار معظم أيام السنة، مما أوجد سمات مميزة في مختلف أنواع الأزياء وأشكالها، منها: استخدام الأقمشة الخفيفة نوعاً ما وداكنة اللون من القطن بكثرة في عمل قطع الأزياء، كذلك استخدام العباءة والفروة في الليل للتدفئة.

 ومعظم الرجال في شبه الجزيرة العربية يرتدون الثوب الواسع حيث يساعد على دوران الهواء داخل الجسم وتبريده، كما أن اللون الأبيض يساعد على انعكاس الحرارة.
 وارتدى الرجل النجدي غطاءاً للرأس وثبته بالعقال؛ وذلك للحماية من العوامل والتغيرات المناخية مثل حرارة الشمس والرياح والعواصف الرملية. كما أن هناك عوامل اجتماعية واقتصادية تؤثر على طبيعة هذه الأزياء، فأزياء شيخ القبيلة تختلف عن الأزياء التي يرتديها أفراد القبيلة حيث يتميز شيخ القبيلة بارتداء العقال المقصب وأفخر أنواع البشوت. كما تتنوع الأقمشة المستخدمة في صناعة الأزياء في البادية على حسب الحالة المادية والاجتماعية ونوع القطعة والمناسبة.

## غطاء الرأس
تشمل أغطية الرأس لرجال البادية في نجد عدداً من القطع حسب الاستخدام وهي:
- الغترة: يضع الرجل في البادية على رأسه «الغترة» وهي قطعة قماش مربعة الشكل، تثنى على أحد قطري المربع لتعطي شكل مثلث. ويرجع أصلها للصحراء الشمالية للمملكة العربية السعودية،[2] وتستخدم في جميع المناسبات. وقد يطلق عليها مروجنة أو مروجن أو مروجلة وهي كلمة تعني (مثلثة الأضلاع)، ويطلق عليها كذلك اسم «عمامة». وقد تستورد «الغترة» من الشام والعراق. تُصنع الغترة من قماش قطن خام أبيض أو أسود اللون. وقد عرف اللون الأسود من الغتر في قبيلتي شمر وعنزة. وتنفذ من قطعة قماش مربعة الشكل، قد تترك أطرافها بدون تنظيف، أو يتم تنسيل الأطراف وبرم الخيوط على شكل كور أو تنهى بثني أطراف الغترة ثنية عادية وتخاط يدويا.[3] أغلبية الغتر لا تطرز، ولكن يوجد نوع من الغتر تكون مزخرفة أثناء النسج على الأطراف تسمى غترة «شالكو»، لون القماش أبيض والزخرفة بخيوط ذهبية أو صفراء، أو حمراء«عنابي» أو خضراء اللون. وكذلك عرفت غترة «أسهوم».

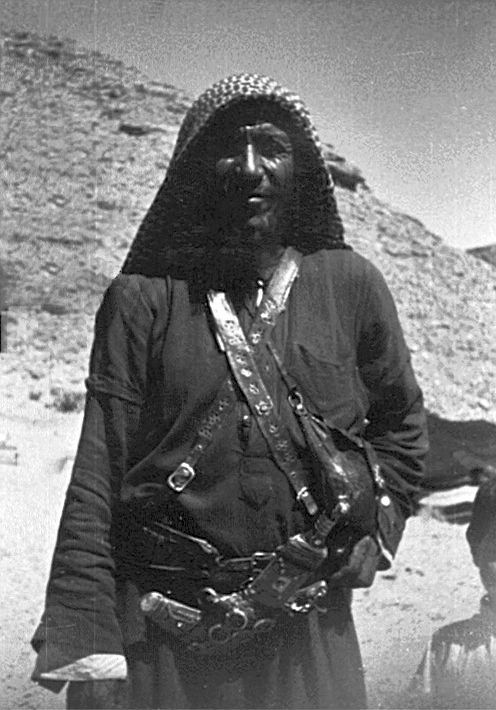
بدوي يرتدي شماغ. قرب الرياض 1964.

- الشماغ: استخدم الرجل في البادية «الشماغ»، وهو قطعة من القماش مربعة الشكل، يوضع على الرأس ويلبس في كل الأوقات، وهو من أغطية الرأس التي ظهرت حديثاً، وتم ابتكاره في الصحراء الشمالية للمملكة العربية السعودية.[2] ويصنع من قماش القطن. وقد يكون أبيض اللون بتطريز أسود منسوج، وكذلك تُزَين الأطراف بالأهداب (شرابات) من القماش نفسه، وقد عرف هذا النوع لدى قبيلتي عنزة وشمر، ويوجد نوع آخر وهو الشماغ الأحمر، وهو يشبه الشماغ الحالي.
- الطاقية: لم تكن الطاقية منتشرة قديما لدى البدو حيث يرتدى المعمّ فقط، ومع مرور الوقت استخدم الرجل في بادية نجد «الطاقية»، اذ توضع على الرأس تحت الشماغ أو الغترة، وتلبس «الطاقية» في جميع المناسبات. وقد تعرف باسم «قبع» لدى بعض القبائل. وتصنع من قماش القطن الأبيض السادة أو الصوف المشجر (الشالكي). وقد تصنع من وبر الإبل محليا. أما الزخرفة على الطاقية فتكون بالتطريز أو مصنوعة من قماش منقوش بالورود.
- المعمّ أو العمامة: هي إحدى أغطية الرأس التي يرتديها الرجل في بادية نجد فوق الشماغ أو الغترة، يستخدمها الشيوخ ورجال الدين، وتشبه العصابة بطريقة ارتدائها، وسميت «بالمعّم» لأنها على شكل عمامة. وتصنع من قماش قطني خفيف مثل الخام الخفيف أو البوال أو الشاش، وقد تصنع من الأقمشة المتوسطة السُمك مثل قماش الساحلي أو جاوه. والمعمّ قطعة مستطيلة من القماش أبيض اللون، يبلغ طولها حوالي مترين، وعرضها نصف متر (شبرين) تُلف فوق الرأس لفتين أو ثلاث وطرفها يتم إدخاله بين اللفات، أو تُعقد من الخلف. وقد يستخدم تحتها طاقية بيضاء، ويستخدم «المعم» في حالة عدم ارتداء العقال.
- العقال: يلبس فوق الغترة أو الشماغ لتثبيتهما على الرأس، والعقال قديما كان عبارة عن عرج للجمال وكان يوضع على الرأس في حالة عدم الاستخدام،[4] وتطور ليكون جزء من الشماغ أو الكوفية، وظهر العقال لاول مرة في بادية نجد وانتشار بعدها لباقي المناطق.[4] وتختلف طريقة ارتداءه من قبيلة إلى أخرى حيث يكون في قبائل حرب ومطير وعتيبة في الوسط، أما في قبيلتي عنزة وشمر فيرتدى مائلاً. ويصنع العقال من صوف الماعز أبيض أو أسود اللون، وقد يستورد من الشام. ويستخدم عامة بدو نجد العقال المصنوع محليا والذي يستخدم في عقل الإبل، ويربط في طرفيه قطعتين من الخشب. واقتصر ارتداء العقال الأسود على الشيوخ ورجال الحكومة، وقد استخدم العقال المقصب بالخيوط المعدنية من اللون الفضي (زري أبيض). وفي حالة عدم توفر العقال يصنع له بديل من قماش القطن. ويتم تجميل العقال بأهداب متدلية من الخلف تصل إلى أسفل الظهر.

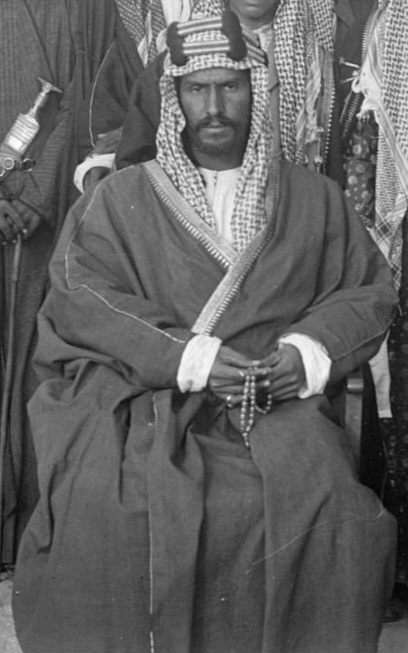
عبد العزيز آل سعود مرتديا غترة مع عقال مقصب.

## الأزياء الخارجية
- المرودن أو المكمم أو الردن: يمثل «المرودن» الزي الخارجي الأساسي للرجل في معظم بادية نجد، ويتميز بوجود أكمام واسعة مثلثة الشكل، ويسمى ثوب «ردن» عند قبيلة سبيع، أما في قبيلة قحطان فيسمى «مذولق»، وعند قبيلة سبيع يتم غسل كيس الطحين وتفصيل ثوب ردن ويكون للأطفال في حالة عدم وجود قماش. يصنع المرودن من قماش القطن، أو الخام أو الدوبلين، الأمريكاني، أو الساحلي، أو التترو. والمرودن عبارة عن ثوب طويل، كُمَّيه مثلثَي الشكل، ويتدلى طرفيها حتى الأرض، ويتكون «المرودن» من بدن وبنايق وخشتق، وله فتحة رقبة (جيب) شبه مستديرة، تغلق بواسطة أزرار من القماش والعروة، وتوجد مخباة داخلية في منطقة الصدر. ويتفق هذا الوصف مع الثوب المرودن أو «بوردون» الذي عُرف في مدن وقرى نجد.[5]
- الثوب أو المقطع: هو ثوب طويل واسع. يصنع من القماش الخام، أو القطن وغيرها من الأقمشة، ويتكون من بدن وبنائق وخشتق وأكمام وفتحة رقبة (جيب) دائرية ذات فتحة طولية صغيرة من الأمام، وتغلق بأزرار من قماش وعروة، وقد يضاف إليه ياقة (غالوقة).
- الزبون أو الصاية: عُرف الزبون لدى قبيلتي عنزة وشمر وكذلك بقية أفراد القبائل التي تعمل مرافقة للشخصيات الرسمية الحكومية ويسمون (خويا)، والزبون ثوب طويل مفتوح من الأمام، ويلبس في فصل الشتاء والمناسبات. ويصنع من الجوخ، أو الصوف، أو القطن، أو البوال. ويتكون من نفس الأجزاء التي يتكون منها «المقطع»، إلا أنه من الأمام مُكونٌ من جزئين. وقد يضاف له قَصة من الأمام والخلف، ويستورد من الشام أو تتم خياطته محليا. وتحاط جميع الفتحات وحول فتحة الرقبة والأكمام والأطراف بالقيطان. وأحيانا يكون القماش نفسه منقوشاَ. وتكون خيوط القيطان مزخرفة على هيئة خطوط مستقيمة ومنحنية.
- الجبة أو السديري: «الجبة» عبارة عن رداء قصير يصل حتى نهاية الفخذ مفتوح من الأمام، وقد عرفت «الجبة» لدى قبائل عنزة وشمر وسبيع في فصل الشتاء، أما «السديري» فقد عرف لدى قبيلتي حرب ومطير، وتلبس مع المقطع أو المرودن. تصنع الجبة من الجوخ، متعدد الألوان (بني، أو أسود، أو أحمر«عنابي»). تشبه الجبة في شكلها الزبون، ولكنها قصيرة، وللجبة مخباة مخفية، وغالباً ما تبطن بالقماش نفسه أو من لون آخر، وترتدى على الوجهين، وتستورد «الجبة» من الحجاز والشام والعراق. وعندما تكون بدون أكمام تسمى «سديري». وتزين «الجبة» بالقيطان حول الفتحات.

## الملابس الداخلية
قديما لم يكن هناك أزياء داخلية، حيث عُرف السروال حديثاً في المنطقة والقلة كانت ترتديه.
- السروال: يكون السروال طويلاً فضفاضاً شديد الإتساع من الأعلى، ويضيق تدريجيا عند نهاية الساق. ويصنع عادة من الأقمشة القطنية مثل الخام، وجاوه، وتترو. ويتكون السروال من: رِجلَي (حجل) السروال وهما جزءان أساسيان مستقيمان بدون خياطة من الجانبين، تتصلان في المنتصف من الأمام والخلف. أما الكرسي (الشغارة) فهي قطعة مربعة الشكل، تثنى بالورب بحيث تشكل مثلثين، أحدهما في الأمام والأخر في الخلف، وتثبت في رجلي السروال. وتسمى «دلو» عند قبيلة شمر. أما الدكة أو الخريطة أو الربقة (التكة) فهي عبارة عن شريط من القماش يدخل في ثنية تُعمل أعلى السروال، أو قد تكون «الدكة» خيوط مجدولة وتسمى عند قبيلة سبيع «مريرة»، أو شريط مطاط (مغاط) بعد ظهوره. وقليلاً ما يزخرف سروال الرجل البدوي في نجد، وفي حالة الزخرفة تكون على طرفي السروال. حيث يزين الطرفان بإضافة قطع من القماش المقصوصة على هيئة مثلثات، ويتم ذلك عن طريق وضع المثلثات بين بطانة وحافة السروال، وتثبت يدويا بالخيوط، والبطانة تكون من نفس قماش السروال وعرضها أربعة سنتمترات، ثم تطرز بخمس أو ست صفوف من الغرز على طرف السروال بخيط من نفس لونه، وقد استخدمت قبيلة عتيبة غرزة النباتة (درب الخالة) في زخرفة طرف السروال، أما قبيلة شمر فقد استخدمت غرزة «الشديد» (النثرة). وتكون الزخرفة على شكل خطوط ومثلثات.

## أردية الخروج

الملك فيصل بن عبد العزيز آل سعود يرتدي البشت والغترة والعقال المقصب

- البشت: وهو لباس يرتدى فوق الثوب المرودن أو المقطع على الأكتاف ويستخدم للتدفئة، وفي المناسبات والوجاهة خاصة لشيخ القبيلة. ويصنع من صوف وبر الإبل.

وهناك عدة أنواع للبشت أبرزها:
1. السويعي: ويرتديها شيوخ القبائل، وتصنع من الصوف الناعم ويكون لونها بني غامق أو أسود، وتزخرف بخيوط قيطان ذهبية.
2. المزوية: وتصنع من الصوف الخشن، وهي ذات لون أسود أو بني، وتزين بخيوط القيطان المذهبة حول فتحة الرقبة والأمام وفتحات الأكمام.
3. الدربوية.
4. الشمالي: وتصنع من الصوف متوسط السمك، وكان يستورد من المناطق الشمالية، وتستخدمه جميع الطبقات في الطقس البارد.[6]

- العباءة البرقة أو البرقاء: وتتميز بأنها رداء شتوي ثقيل، وكانت واسعة الانتشار لرخص ثمنها وتأمينها للدفء لمرتديها فهي مناسبة لحياة الصحراء.[6] وتصنع من صوف الغنم المغزول. وتكون هذه العباءة مخططة بالطول، ضلع أسود أو بني وآخر أبيض.
- الفروة: هي عبارة عن رداء شتوي، مبطنة بالفرو، تسمى قديما قباب. تصنع من قماش الجوخ وتبطن بفراء الأغنام الصغيرة (طفا الغنم) والأرنب محلياً. وتكون زخرفتها على شكل شرائط من القيطان على فتحات الأطراف وأماكن أخرى.
- البيدي: يلبس في فصل الشتاء، وقلة ترتديه، وأكثر ما يلبسه أهل الشمال. ويصنع من صوف الأغنام، لونه ابيض أو بني. وينسج يدوياً، وتكون الزخرفة على شكل شرائط القيطان على الفتحات.

## مكملات الأزياء الرجالية
من مكملات الأزياء الرجالية للقبائل الرُحَّل في بادية نجد:
- الحزام: يَلف الرجل والمرأة حزاماً من الجلد يسمى البريم أو المحزم على الخصر مباشرة، طوال فترة حياتهما، ويستخدم في رفع الثوب أثناء تأدية الأعمال، وشد الظهر.
- ألبسة القدم: قديماً لبسوا الأحذية المصنعة محليا من جلود الإبل المدبوغة أو خفوف (وطي)، مخيطة بمخراز من الحديد وخيوط من الجلد، عرفت باسم «نعال» أو «زربول» جمعها «زرابيل»، وكذلك عرف نوع آخر من الأحذية المصنعة محلياً من مطاط عجلات السيارات وعرف بحذاء «الربل» من قماش القطيفة سوداء اللون داخل الحذاء، ومن الخارج «لاستك» الأسود اللون من «جنزير» السيارات. ومن ثم ظهرت الأحذية المستوردة مثل «الزبيريات»، و«الكنادر».
- الجوارب: لم تُعرف الجوارب في البادية، إلا أنه في فصل الشتاء يلف حول القدم قطعة من القماش، وقد عرف في قبيلة شمر جوارب تصنع من وبر الإبل باستخدام سنارة خاصة في عملها، ويعرف في نجد والمنطقة الشرقية باسم «الزرابيل».[7]

## وصلات خارجية
- الزي النجدي